# Sciurus aestuans henseli
La ardilla gris misionera (Sciurus aestuans henseli) también denominada comúnmente coatí-serelepe, serelepe, ardilla gris o ardilla misionera, es un taxón generalmente con rango de subespecie, asignado a la especie Sciurus ingrami, a Sciurus aestuans o, por el contrario, tratado como una especie plena. Este esciúrido habita en bosques húmedos y selvas del centro-este de Sudamérica.

## Taxonomía y características
Descripción original
Este taxón fue descrito originalmente en el año 1941 por el naturalista brasilero Alípio de Miranda Ribeiro, bajo la combinación científica de: Sciurus aestuans henseli.
Holotipo
El holotipo designado es el catalogado como: MN 1856; se trata de un macho adulto colectado el 1 de agosto de 1928 por Emilia Snethlage (número original 5), quien anotó en la ficha de colección "Mata virgem" (selva virgen). Se encuentra depositado en la colección de mamíferos del Museo Nacional, en la ciudad de Río de Janeiro.
Localidad tipo
La localidad tipo es: “Porto Feliz (hoy Mondaí), río Uruguay Santa Catarina, Brasil”. En la descripción original la localidad es asignada por error al estado de Río Grande del Sur, lo que fue advertido por Avila-Pires en el año 1968.
Etimología
Etimológicamente, el término específico henseli es un epónimo que refiere al apellido de la persona a quien fue dedicada, el zoólogo Reinhold Friedrich Hensel.
Ubicación taxonómica
Hay discusión en lo que respecta a la ubicación taxonómica de este taxón, en lo que respecta a su situación genérica como a su validez como especie separada. Para algunos debe ser agrupado en el género Sciurus; otros lo incluyen en Sciurus y dentro de este en el subgénero Guerlinguetus (fundado por Gray en el año 1821), mientras que otros a este último le otorgan una categoría genérica. Algunos autores lo tratan como una subespecie de Sciurus aestuans; otros elevan a uno de sus taxones subespecíficos (Sciurus aestuans ingrami) como tipo de una especie plena (Sciurus ingrami), quedando el taxón descrito por Miranda Ribeiro relegado como una de sus subespecies, por orden de antigüedad (es decir, Sciurus ingrami henseli). Otros tratan al taxón como una especie por sí mismo (monotípica).

## Distribución y hábitat
Esta ardilla es un endemismo de la selvática mata atlántica del interior del este de América del Sur. Se distribuye por los estados del sudeste y sur del Brasil desde el sur de Paraná, el oeste de Santa Catarina y el norte del estado de Río Grande del Sur. Además, también habita las forestas ubicadas hacia el interior hasta la ribera izquierda (oriental) del río Paraná en el nordeste de la Argentina, en el norte de la mesopotamia de ese país, en la provincia de Misiones.
En el norte y este de Paraná, este de Santa Catarina y nordeste de Río Grande del Sur es reemplazada por Sciurus ingrami ingrami.

## Características morfológicas y hábitos de vida
Es una ardilla de tamaño mediano. Su patrón cromático es gris oliváceo jaspeado (o “agutí (no confundir con el género Dasyprocta”)) con el vientre claro. La cola es voluminosa, tan o más larga que el cuerpo y presenta una tonalidad más rojiza, matizada con pelos negros. Las orejas son grandes.
Es una especie arborícola y de hábitos diurnos, que recorre los estratos bajos y medios de la foresta. Su alimentación es frugívora/granívora y escansorial.

## Conservación
En la Argentina está clasificado como un taxón “casi amenazado”, en razón de encontrarse allí los límites occidentales de distribución, además del deterioro de la calidad de su hábitat.